# Miguel Kast
Michael R. Kast Rist (Oberstaufen, 18 de diciembre de 1948-Santiago, 18 de septiembre de 1983), más conocido como Miguel Kast, fue un economista y político chileno nacido en Alemania; miembro del llamado grupo de los Chicago Boys. Fue ministro de Estado y presidente del Banco Central durante la dictadura militar de Augusto Pinochet.

## Biografía

### Orígenes y familia
Nació en Oberstaufen, un pueblo en el extremo sur de Baviera cerca de la frontera con Austria, durante la ocupación aliada de Alemania, hijo del matrimonio de Michael Kast Schindele (quien escapó estando preso por ser oficial de la Wehrmacht) y Olga Rist, ambos alemanes. Su padre, veterano de la Segunda Guerra Mundial y militante del Partido Nazi, emigró a Chile en 1950. Llegó a Chile con solo dos años y medio junto con su hermana Bárbara y sus padres, quienes emigraron tras la Segunda Guerra Mundial, estableciéndose en una parcela en Linderos. En total eran diez hermanos: Bárbara (falleció en un accidente de tránsito a la edad de 18 años), Miguel, Erika, Mónica (Murió ahogada, a los dos años de edad, en una acequia cercana a la parcela familiar), Christian (mellizo de Mónica), Verónica, Gabriela, Hans, Rita y José Antonio Kast Rist.
Padre del diputado Pablo Kast y del senador Felipe Kast, y hermano del exdiputado y candidato presidencial José Antonio Kast.

### Formación

#### En Chile
Estudió en el Colegio Hispano Americano, para luego ingresar a estudiar Administración de Empresas en la Universidad Católica, de donde egresó con honores. En un comienzo ingresó en la Democracia Cristiana —participó en la campaña presidencial de Eduardo Frei Montalva y en la Marcha de la Patria Joven—, pero después abandonó ese partido tras observar que sus amigos habían cambiado y darse cuenta de que había luchado por ideales que no eran suyos; su mayor objeción era la Reforma Agraria.
Junto con su hermana Bárbara Kast, participó como laico seglar en el Movimiento Apostólico de Schoenstatt, movimiento católico al que estuvo vinculado durante toda su vida.
En la Universidad Católica trabó amistad con algunos personajes líderes en la universidad, como Jaime Guzmán. Kast se transformaría en un líder activo del gremialismo, movimiento político de la derecha en Chile: participó en la toma de la Facultad de Economía, y fue elegido primer presidente del centro de alumnos de esta y después secretario general de la Federación de Estudiantes de su alma máter.

#### En Chicago
Tras egresar en 1971, obtuvo una beca otorgada por la Fundación Ford para seguir estudios de postgrado en el Departamento de Economía de la Universidad de Chicago, donde viajó con su esposa y donde nació su primer hijo. Ya cercano a titularse como máster de Economía, Kast tuvo que decidir entre volver a Chile o ir a trabajar a México. Tras el Golpe Militar de 1973, una carta de su amigo Ernesto Silva Bafalluy le indicaba que lo esperaban con los brazos abiertos en ODEPLAN en Santiago de Chile.

### Durante la dictadura militar

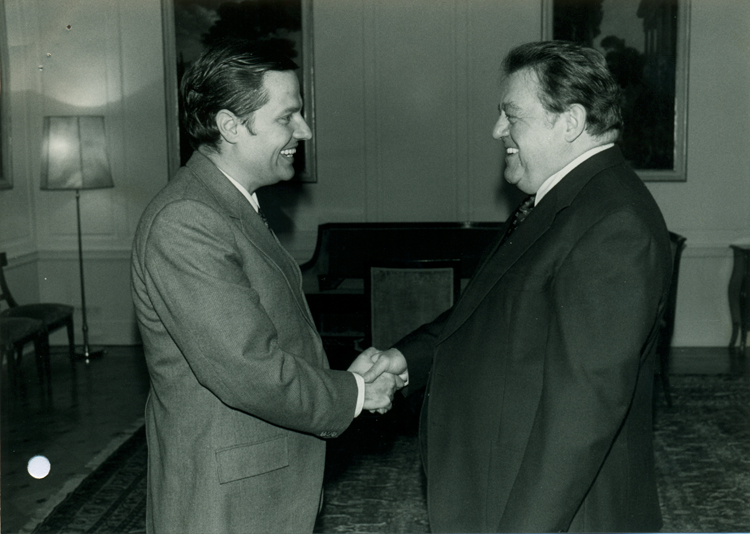
Miguel Kast Rist junto con Franz Josef Strauß en 1980.

Desde su llegada al Odeplan, Kast fue un personaje activo sobre todo en el área social y de la pobreza en Chile. Ese mismo año fue nombrado secretario del Consejo Social de Ministros y en 1978 pasa a ocupar el cargo de ministro director de Odeplan. Desde oficina impulsaría diversos proyectos y programas de salud, previsión y relaciones laborales, como el Mapa de la Extrema Pobreza. Logró fomentar la política económica entre los jóvenes, especialmente recién egresados, quienes eran enviados a trabajar a provincias u otorgándoles becas en universidades estadounidenses; entre ellos se encuentran Cristián Larroulet, Evelyn Matthei, Patricia Matte, José Yuraszeck, Norman Bull y Joaquín Lavín, discípulo suyo; entre otros.
Dos años más tarde fue designado ministro del Trabajo y Previsión Social; en su nuevo puesto trabajó enérgicamente en la Reforma Previsional y en la aprobación de una ley que entregaba una asignación a los niños en extrema pobreza (el «subsidio único familiar»). Kast logró la incorporación a la legislación laboral general de los trabajadores portuarios. En 1982 fue nombrado presidente del Banco Central.

### Fallecimiento

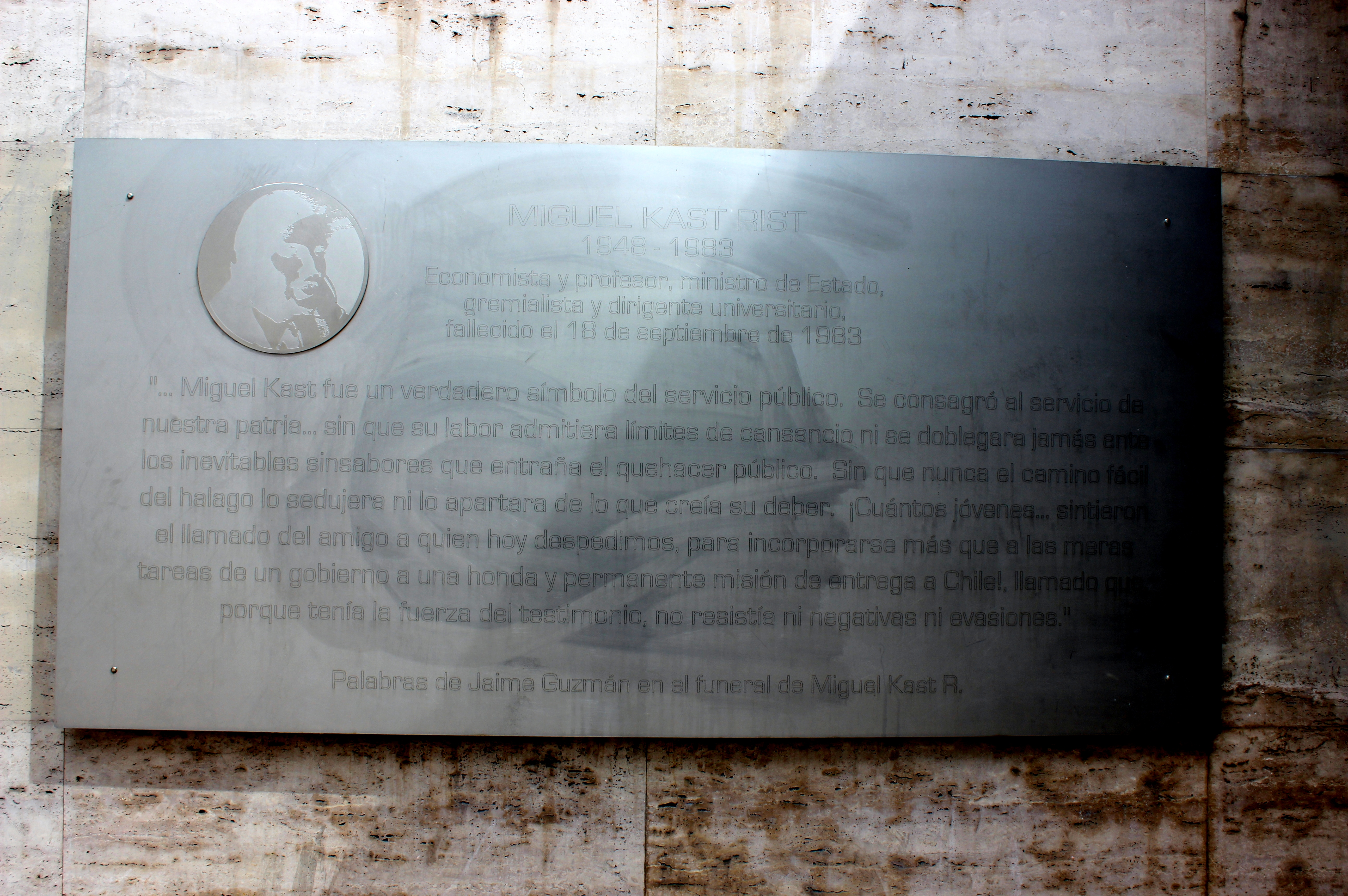
Placa de Miguel Kast en el memorial a Jaime Guzmán

A finales de 1982 Kast tenía planes de dejar la vida política para dedicarse al mundo empresarial privado y a sus cátedras en la Universidad Católica, pero comenzó a sentirse mal y a presentar signos de debilidad física y un pálido aspecto. En enero del año siguiente le diagnostican cáncer óseo; Kast se refugió en su familia y amigos y, especialmente, en su fe católica. Falleció el 18 de septiembre de 1983.
En el Memorial a Jaime Guzmán hay una placa en recuerdo de Miguel Kast con palabras que Guzmán dijo en su funeral.

## Controversias
En 1975 fue uno de los fundadores de la Cooperativa La Familia, institución financiera vinculada al gremialismo y que quebró en 1977, siendo sus ejecutivos procesados por el delito de estafa.

### Condecoraciones extranjeras
- Gran Cruz de la Orden de la Cruz del Sur ( Brasil, 1980).